# Louise Young
Louise Conrad Young (* 1960) ist eine US-amerikanische Historikerin und Japanologin an der University of Wisconsin–Madison. Als Sozial- und Kulturhistorikerin gilt sie als Expertin für das imperialistische Japan und für modernen Urbanismus in Japan.

## Leben
Young erwarb 1982 an der University of Wisconsin–Madison einen Bachelor in Politikwissenschaft und an der Columbia University einen Master sowie 1993 bei Carol Gluck ebendort einen Ph.D. in Geschichte.
Nach Lehrtätigkeiten an der Georgetown University und der New York University ging Young 2003 an die University of Wisconsin–Madison. Hier war sie von 2005 bis 2008 Direktorin des Center for East Asian Studies und von 2013 bis 2017 Senior Fellow am Institute for Research in the Humanities. Heute ist sie (Stand 2021) in Madison Professorin für Geschichte.
Forschungsaufenthalte führten sie unter anderem an die Universität Tokio, an die Waseda-Universität und die Universität Kyōto.
1998 erhielt Louise Young für Japan’s Total Empire den John K. Fairbank Prize der American Historical Association. 2020 wurde sie in die American Academy of Arts and Sciences gewählt.

## Werke
- Japan’s Total Empire. Manchuria and the Culture of Wartime Imperialism. University of California Press, Berkeley 1998, ISBN 0-520-21934-1.
- Beyond the Metropolis: Second Cities and Modern Life in Interwar Japan. University of California Press, Berkeley 2013, ISBN 978-0-520-27520-1.